# Dilophus sectus
Dilophus sectus är en tvåvingeart som beskrevs av Mcatee 1922. Dilophus sectus ingår i släktet Dilophus och familjen hårmyggor.
Artens utbredningsområde är New Hampshire. Inga underarter finns listade i Catalogue of Life.